# Battaglia di Cuma (474 a.C.)
La battaglia di Cuma del 474 a.C. fu uno scontro navale combattuto a Cuma tra la flotta siracusana, guidata da Ierone I di Siracusa, e quella etrusca. Con questa vittoria i siracusani posero fine all'espansione etrusca nell'Italia ellenica e assestarono un duro colpo all'influenza politica che essi esercitavano in Italia continentale. Della situazione che si creò approfittarono i Romani, i Sanniti e i Galli.
L'evento fu di fondamentale rilievo per i siracusani, e venne accostata da Pindaro alle grandi vittorie conseguite dai Greci contro i barbari: Salamina, Platea e Imera.
Successivamente nel 415 a.C. gli Etruschi appoggiarono la fallimentare spedizione ateniese in Sicilia contro Siracusa: ciò contribuì ulteriormente al loro declino e alla loro fine.

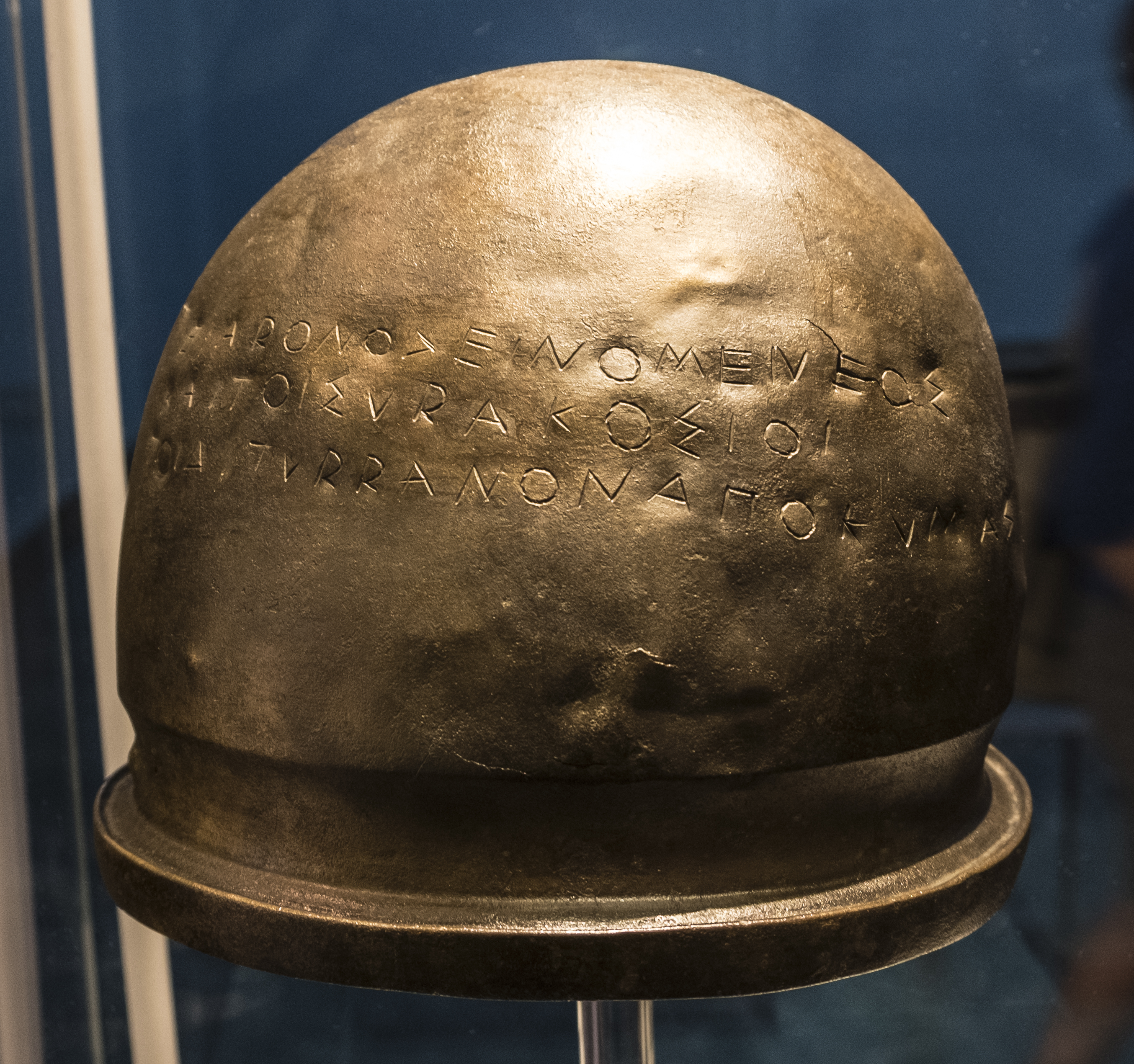
L'elmo votivo B di Ierone conservato al Museo di Olimpia.

Con questa vittoria, e con le altre contro Atene e Cartagine, i sicelioti di Siracusa prendevano sempre più potere nel Mediterraneo.
A seguito dell'importante vittoria Ierone fece offerta presso il santuario di Zeus a Olimpia di alcuni elmi. Ce ne sono giunti tre: due conservati presso il Museo di Olimpia (elmi B e C), e uno al British Museum (elmo A). Gli elmi, uno corinzio (B) e due etruschi (A e C), presentano un'iscrizione dedicatoria, in tre varianti. Quella sull'elmo B, in figura, recita: "Ierone figlio di Dinomene e i Siracusani a Zeus (dedicarono spoglie) tirreniche da Cuma".